# Graça Carvalho
Maria da Graça Martins da Silva Carvalho GOIP (Beja, 1955) es una ingeniera, funcionaria y política portuguesa.
Obtuvo una licenciatura en ingeniería mecánica, por el Instituto Superior Técnico, y su doctorado por el Imperial College of Science, Technology and Medicine, de Londres, Inglaterra. Ejerce funciones académicas como profesora catedrática del IST y es consejera principal para la Ciencia, Enseñanza Superior, Innovación, Energía, Ambiente y Desarrollo Sostenible, en el Bureau of European Policy Advisers de la Comisión Europea. Anteriormente fue vicepresidenta nacional de la Orden de los Ingenieros, directora general del Gabinete de Relaciones Internacionales de la Ciencia y de la Enseñanza Superior; y miembro del Consejo Nacional de Educación. 
Fue editora de la revista Clean Air - International Journal on Energy for a Clean Environment.
Maria da Graça Carvalho fue ministra de Ciencia y Educación Superior (XV Gobierno Constitucional) y ministra de Ciencia, Innovación y Educación Superior (XVI Gobierno Constitucional). Fue elegida, en 2009, diputada al Parlamento Europeo por el Partido Social Demócrata.

## Honores
Miembro
- Consejo Editorial del International Journal of Energy Research
- correspondiente de la Academia das Ciências de Lisboa
- 8 de marzo de 2002: condecorada, en el Día Internacional de la Mujer, con el grado de Gran Oficial de la Orden de la Instrucción Pública, por Jorge Sampaio[1]

## Funciones gubernamentales ejercidas
XVIº Gobierno Constitucional
- Ministra de Ciencia, Innovación y Enseñanza Superior

XVº Gobierno Constitucional
- Ministra de Ciencia y Enseñanza Superior

## Algunas publicaciones

### Libros
- maria de graça Carvalho. 1998. Clean Combustion Technologies: Proceedings of the Second International Conference. Vol. 2 de Energy, combustion and the environment. Editor Gordon & Breach, 102 pp. ISBN 9056996223, ISBN 9789056996222 1998

### Coeditora
- maria de graça Carvalho, naim hamdia Afgan. 2007. 2004 New And Renewable Energy Technologies For Sustainable Development. Editor World Scientific, 381 pp. ISBN 9812707433, ISBN 9789812707437 2007 en línea

- -------------------------------, , naim hamdia Afgan. 2007. Sustainable Assessment Method for Energy Systems: Indicators, Criteria, and Decision Making Procedure

Autores	Naim Afgan, Maria da Grac̦a Carvalho
Edición	ilustrada
Editor	Springer, 2000
ISBN	0792378768, 9780792378761
N.º de páginas	180
- -------------------------------, fred c. Lockwood, woodrow a. Fiveland. 2002. Combustion Technologies for a Clean Environment: Selected Papers from the Proceedings of the Third International Conference, Lisbon, Portugal, July 3-6, 1995. Vol. 3 de Energy, Combustion and the Environment Series. Edición ilustrada de Taylor & Francis Group, 1.547 pp. ISBN 1560329777, ISBN 9781560329770 2002

- -------------------------------. 1991. First International Conference on Combustion Technologies for a Clean Environment: Vilamoura (Algarve), Portugal, 3-6th September, 1991